# Movak
Movak (persiska: موك, مُوَك) är en ort i Iran.   Den ligger i provinsen Markazi, i den centrala delen av landet, 260 km sydväst om huvudstaden Teheran. Movak ligger 1 950 meter över havet och antalet invånare är 112.
Terrängen runt Movak är huvudsakligen kuperad, men åt nordost är den platt.Runt Movak är det ganska tätbefolkat, med 54 invånare per kvadratkilometer. Närmaste större samhälle är Tūreh, 19,3 km söder om Movak. Trakten runt Movak består i huvudsak av gräsmarker.